# Вишеслава Київська
Вишеслава — українська княжна, з 1067 року дружина польського князя, пізніше короля Болеслава II Сміливого.
Василь Татищев вважав Вишеславу дочкою великого князя Київського Святослава Ярославича і ця точка зору є загальноприйнятою в історіографії. За іншою версією, Вишеслава — дочка князя смоленського В'ячеслава Ярославича. В 1058 році овдовілою матір'ю була вивезена в Німеччину. Ян Длугош називає дружину Болеслава Вишеславною, єдиною дочкою руського князя, Мартін Кромер говорить, що ім'я батька її невідоме. Йоганн Гюбнер у своїх «Genealogische Tabellen» називає її дочкою Вислава, якого Михайло Ломоносов виправляє на В'ячеслава. В руських літописах дружина Болеслава називається «красною дівицею». Густинський літопис говорить, що «Болеслав Сміливий… поять собі в дружину… дочку Вячеславлю, онуку Ярославлю».
У 1067 році Вишеслава стала дружиною Болеслава II Сміливого. Ймовірно, була коронована разом з ним як королева Польщі на Різдво 1076 року в Гнезні. Через три роки Болеслав був повалений з престолу бунтівниками, на чолі яких стояв його брат Владислав Герман, і змушений був разом з сім'єю тікати в Угорщину. Через два роки він помер за загадкових обставин, можливо, був отруєний.
Галл Анонім повідомляє, що в 1086 році Владислав, який змінив Болеслава на престолі, запросив Вишеславу і її сина Мєшка повернутися до Польщі, і вони прийняли запрошення. Проте в 1089 році Мєшко був отруєний під час застілля. За відомостями того ж Галла Аноніма, Вишеслава взяла участь в його похороні, і це є останньою згадкою про неї в літописах. Подальша доля її невідома.